# Travelodge Hotels
Travelodge Hotels Ltd. – brytyjska sieć tanich hoteli, od 2006 roku należąca do przedsiębiorstwa Dubai International Capital. Siedziba spółki znajduje się w mieście Thame.
Pierwszy hotel Travelodge otwarty został w 1985 roku w Barton-under-Needwood. Obecnie przedsiębiorstwo jest drugim w kraju pod względem wielkości w swojej branży (za Premier Inn). W 2011 roku do Travelodge należało 470 hoteli, zlokalizowanych głównie na terenie Wielkiej Brytanii, ale także w Irlandii oraz Hiszpanii.